# 요나탄 네타냐후
요나탄 네타냐후(히브리어: יונתן נתניהו, 영어: Yonatan Netanyahu, 1946년 3월 13일 ~ 1976년 7월 4일)는 이스라엘의 군인이다.

## 생애
이스라엘이 건국되기 전 미국 뉴욕에서 출생하였다. 어머니는 오스만 제국의 예루살렘 무타사리프령 태생으로 지금의 이스라엘에서 태어났고, 아버지 벤지온 네타냐후는 폴란드 바르샤바에서 태어난 유대인이었고 팔레스타인으로 이주했다가, 1940년대에 시온주의 활동을 위해 미국으로 이주한 상태였다. 이스라엘이 건국되면서 그의 가족이 이스라엘로 귀환하였고, 중간에 미국으로 다시 이주하기도 했으나 대체로 이스라엘에서 살았다.
이스라엘 방위군에 입대해 6일 전쟁에도 참전했으며, 엔테베 작전에서 사망하였다. 그 후 그의 동생인 베냐민 네타냐후가 이스라엘의 총리가 되었다.